# Юбилейное сельское поселение (Бурятия)
Се́льское поселе́ние «Юбилейное» (бур. Ойтын hомон) — муниципальное образование в Баргузинском районе Бурятии Российской Федерации.
Административный центр — посёлок Юбилейный.

## История
Статус и границы сельского поселения установлены Законом Республики Бурятия от 31 декабря 2004 года № 985-III «Об установлении границ, образовании и наделении статусом муниципальных образований в Республике Бурятия»

### Границы поселения
Согласно Приложению 30 Закона № 985-III, у муниципального образования «Юбилейное» определены границы следующим образом:
Исходная точка N 1 (далее против часовой стрелки) — головное водозаборное сооружение на правом берегу р. Ина в районе пос. Юбилейный; до точки N 2 на северо-запад по р. Ина, пересекая грузо-сборочную дорогу (далее — ГСД) до дамбы (устье протоки Баргуткан); до точки N 3 на юго-восток 2250 м; до точки N 4 на юго-восток по руслу протоки Онголи; до точки N 5 на запад по сухому ручью; до точки N 6 на юго-запад 400 м; до точки N 7 на юг 1800 м; до точки N 8 на юго-запад 1200 м; до точки N 9 на юго-восток, пересекая ГСД 2125 м до проселочной дороги; до точки N 10 на юго-восток 1500 м (местность Госфонд); до точки N 11 на северо-восток 2125 м до сухого ключа Чилир; до точки N 12 на юго-восток вдоль сухого ключа Чилир 4125 м (местность Даван) до точки N 13 по внешним границам кварталов N 2, 30, 9; до точки N 14 на восток кварталов N 30, 31, 32, 33, 34 до р. Ина; до точки N 15 на юг кварталов N 4, 63; до точки N 16 с северо-восточной точки квартала N 53 на восток по р. Акул кварталов N 35, 36, 37, 38, 39, 41, 42, 21; до точки N 16-а кварталов N 21, 7, 6, 5, 4; до точки N 17 по р. Турокча кварталов N 4, 18, 17, 16, 15; до исходной точки N 1 на северо-запад по внешней границе квартала N 1.

## Население
| 2002 | 2011 | 2012 | 2013 | 2014 | 2015 | 2016 |
| ---- | ---- | ---- | ---- | ---- | ---- | ---- |
| 994  | ↘829 | ↘825 | ↗827 | ↘803 | ↘794 | ↗796 |
| 2017 | 2018 | 2019 | 2020 | 2021 | 2023 | 2024 |
| ↘765 | ↘756 | ↘728 | ↘719 | ↗761 | ↘744 | ↘724 |

## Состав сельского поселения
| № | Населённый пункт | Тип населённого пункта          | Население |
| - | ---------------- | ------------------------------- | --------- |
| 1 | Юбилейный        | посёлок, административный центр | ↘724      |